# Burton Greene

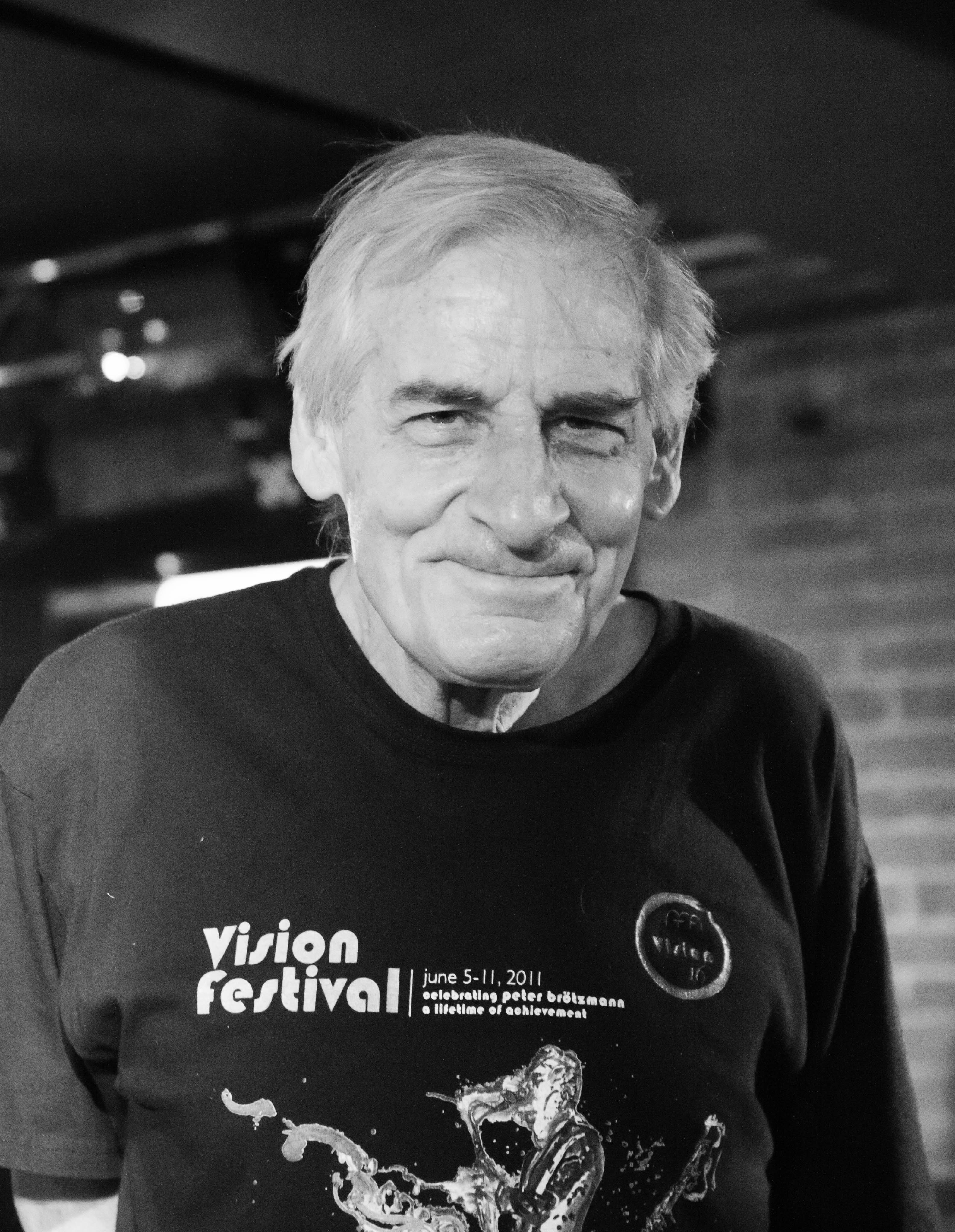
Burton Greene

Narada Burton Greene (* 14. Juni 1937 als Burton Garrett Greene in Chicago, Illinois; † 28. Juni 2021 in Amsterdam, Niederlande) war ein US-amerikanischer Jazzpianist, der sowohl den Avantgarde-Jazz als auch den Klezmer erkundet hat.

## Leben und Wirken
Greene, dessen Mutter klassische Pianistin war, studierte in Chicago zunächst von 1944 bis 1951 klassische Musik an der Fine Arts Academy, dann von 1955 bis 1956 Modern Jazz bei Dick Marx, um dann mit Billy Green und Ira Sullivan aufzutreten. Er zog Anfang der 1960er Jahre nach New York City. Dort gehörte in den frühen 1960er Jahren zur Free-Jazz-Szene. Mit Alan Silva gründete er 1963 das Free Form Improvisation Ensemble, das sich schon früh der freien Improvisation widmete. 1964 war er wie Bill Dixon oder Cecil Taylor ein Gründungsmitglied der Jazz Composers’ Guild. Im Folgejahr gründete er sein eigenes Quartett mit Marion Brown und Henry Grimes. Er spielte mit Rashied Ali, Albert Ayler, Gato Barbieri, Byard Lancaster, Sam Rivers und Patty Waters und nahm einige Alben für das Avantgarde-Label ESP-Disk auf, bevor er 1969 nach Asien und dann nach Europa aufbrach. Nach kurzem Aufenthalt in Paris lebte er seitdem in Amsterdam. In Europa arbeitete er zunächst mit Musikern wie John Tchicai, Johnny Dyani, Archie Shepp (Poem for Malcolm, 1969), Anthony Braxton, Maarten Altena oder Willem Breuker, aber auch mit Gong. Zusätzlich beschäftigte er sich eingehend mit Synthesizern. 1978 nahm er für das Kölner Label Circle Records zwei Alben unter eigenem Namen auf, Structures in Quartettbesetzung mit dem Saxophonisten Keshavan Maslak und das Soloalbum European Heritage. 1980 entstand das Duoalbum The Ongoing mit Alan Silva bei HatHut Records.
Während der 1980er Jahre begann er sich aus der Perspektive der Jazzmusik mit der Klezmertradition zu beschäftigen und gründete die Gruppe Klezmokum, in der er regelmäßig mit Perry Robinson auftrat (2003 dann das Quartett The Klezzthetics als kleinere Formation). Greene hat daneben mit Ernst Reijseger, sowie mit Lou Grassi und Wilber Morris im Trio (Throptics auf CIMP, 1998) gearbeitet. Greene starb am 28. Juni 2021 im Alter von 84 Jahren in Amsterdam.

## Diskographische Hinweise
- Burton Greene Quartet (ESP-Disk, 1965)
- The Burton Greene Trio on Tour (ESP-Disk, 1968)
- Presenting Burton Greene (Columbia, 1968)
- Célesphere (Futura Records, 1970)
- Klezmokum: Re-Jew-Venation (BVHaast)
- Klezmokum: Jew-azzic Park (BVHaast)
- Shades of Greene (Cadence, 1992–97)
- These Spirits Of Elsewhere (Extraplatte, 2000) mit Michael Fischer, Andi Menrath
- Retrospective 1961-2005: Solo Piano (August 18, 2005) (CIMP, 2006)
- Klez-Edge: Ancestors, Mindreles, NaGila Monsters (Tzadik 2008, mit Marek Bałata, Perry Robinson, Larry Fishkind, Roberto Halifi)
- Perry Robinson & Burton Greene: Two Voices in the Desert (2009)
- Alan Silva & Burton Greene: Parallel Worlds (2012)
- Live at Kerrytown House (2012)
- Laurence Cook, Burton Greene: A 39 Year Reunion Celebration (2014)
- Compendium (Solos, Duos, Trios) (2017)
- Life’s Intense Mystery (2019), mit Damon Smith, Bob Moses
- Magic Intensity (2019), mit Guillaume Gargaud, Tilo Baumheier
- Burton Greene & The Ackley Trio: An Evolving Dream (2020)
- Live at the New Music Center (2020)

## Lexikalischer Eintrag
- Leonard Feather, Ira Gitler: The Biographical Encyclopedia of Jazz. Oxford University Press, New York 1999, ISBN 0-19-532000-X.